# Upper Austria Ladies Linz 2019
L'Upper Austria Ladies Linz 2019 è stato un torneo di tennis giocato sul cemento indoor. È stata la 33ª edizione dell'Upper Austria Ladies Linz, che fa parte della categoria WTA International nell'ambito del WTA Tour 2019. Si è giocato alla TipsArena di Linz, in Austria, dal 7 al 13 ottobre 2019.

## Partecipanti

### Teste di serie
| Nazionalità | Giocatore                | Ranking* | Testa di serie |
| ----------- | ------------------------ | -------- | -------------- |
| Paesi Bassi | Kiki Bertens             | 8        | 1              |
| Svizzera    | Belinda Bencic           | 10       | 2              |
| Lettonia    | Anastasija Sevastova     | 18       | 3              |
| Croazia     | Donna Vekić              | 22       | 4              |
| Germania    | Julia Görges             | 27       | 5              |
| Grecia      | Maria Sakkarī            | 30       | 6              |
| Rep. Ceca   | Barbora Strýcová         | 34       | 7              |
| Russia      | Ekaterina Aleksandrova   | 38       | 8              |
| Russia      | Anastasija Pavljučenkova | 40       | 9              |

- Ranking al 30 settembre 2019.

### Altre partecipanti
Le seguenti giocatrici hanno ricevuto una Wild card per il tabellone principale:
- Kiki Bertens
- Julia Grabher
- Barbara Haas

Le seguenti giocatrici sono passate dalle qualificazioni:

- Misaki Doi
- Anna-Lena Friedsam
- Tamara Korpatsch
- Laura Siegemund
- Nina Stojanović
- Stefanie Vögele

La seguente giocatrice è entrata in tabellone come lucky loser:
- Ysaline Bonaventure
- Cori Gauff

### Ritiri
Prima del torneo
- Danielle Collins → sostituita da  Anna Blinkova
- Camila Giorgi → sostituita da  Jeļena Ostapenko
- Petra Kvitová → sostituita da  Andrea Petković
- Jessica Pegula → sostituita da  Elena Rybakina
- Maria Sakkarī → sostituita da  Cori Gauff
- Anastasija Sevastova → sostituita da  Ysaline Bonaventure
- Markéta Vondroušová → sostituita da  Alison Van Uytvanck

Durante il torneo
- Kateryna Kozlova
- Alizé Cornet

## Campionesse

### Singolare
Cori Gauff ha sconfitto in finale  Jeļena Ostapenko con il punteggio di 6-3, 1-6, 6-2.
- È il primo titolo in carriera per Gauff.

### Doppio
Barbora Krejčíková /  Kateřina Siniaková hanno sconfitto in finale  Barbara Haas /  Xenia Knoll con il punteggio di 6-4, 6-3.